# Amédée Grab
Amédée Grab (ur. 3 lutego 1930 w Zurychu, zm. 19 maja 2019 w Roveredo) – szwajcarski biskup rzymskokatolicki, benedyktyn, biskup pomocniczy Lozanny, Genewy i Fryburga w latach 1987–1995, biskup diecezjalny Lozanny, Genewy i Fryburga w latach 1995–1998, biskup diecezjalny Chur w latach 1998–2007, przewodniczący Rady Konferencji Episkopatów Europy w latach 2001–2006.

## Życiorys
Święcenia kapłańskie otrzymał 12 czerwca 1954.
3 lutego 1987 papież Jan Paweł II mianował go biskupem pomocniczym diecezji Lozanny, Genewy i Fryburga, ze stolicą tytularną Cenae. Sakry biskupiej udzielił mu 12 kwietnia 1987 bp Pierre Mamie. 9 listopada 1995 został biskupem diecezjalnym Lozanny, Genewy i Fryburga. Ingres odbył 26 listopada 1995.
8 czerwca 1998 został przeniesiony na stolicę biskupią Chur. Ingres odbył 23 sierpnia 1998. W latach 1997–2006 pełnił funkcję przewodniczącego Konferencji Episkopatów Szwajcarii.
W latach 2001–2006 pełnił funkcję przewodniczącego Rady Konferencji Episkopatów Europy.